# Теорема Барб'є
Теоре́ма Барб'є́ — теорема французького астронома і математика Еміля Барб'є, що описує довжину кривих сталої ширини. Сформульована і доведена Барб'є в 1860 році.

## Формулювання
Довжина будь-якої кривої сталої ширини {\displaystyle a} дорівнює {\displaystyle \pi a}.

## Доведення
Існує кілька доведень теореми Барб'є:
- Базується на методах опуклої геометрії. З одного боку, опукла фігура є фігурою сталої ширини {\displaystyle a}, якщо і тільки якщо сума Мінковського і її образу при центральній симетрії виявляється колоом радіуса {\displaystyle a}. З іншого боку, при сумі за Мінковським плоских опуклих фігур, їх периметри складаються, периметр фігури сталої ширини дорівнює половині периметра кола радіуса {\displaystyle a}, тобто {\displaystyle \pi a}.[1]
- Базується на теорії ймовірностей. Барб'є довів теорему, яка узагальнює відому відповідь в задачі Бюффона про кидання голки. Він показав, що при киданні опуклої фігури на площину, розкреслену лініями на відстані {\displaystyle d} одна від одної, якщо фігура не може перетнути більше однієї з цих ліній, то ймовірність, що фігура перетне одну з ліній, дорівнює {\displaystyle {\frac {L}{\pi d}}}, де {\displaystyle L} — периметр цієї фігури[2][3]. Оскільки фігура сталої ширини {\displaystyle a} задовольняє умові цієї теореми для {\displaystyle d=a}, а ймовірність перетину в цьому випадку дорівнює одиниці, її периметр повинен дорівнювати {\displaystyle \pi a}.[4]

## Варіації та узагальнення
- Теорема Барб'є так само виконується для фігур сталої ширини в площині Мінковського.
- Формула Крофтона